# ATM gạo
ATM gạo là một chiếc máy phân phát tự động gạo được ra đời đầu tiên vào ngày 6 tháng 4 năm 2020 bởi Hoàng Tuấn Anh trong bối cảnh Việt Nam phải ứng phó với làn sóng đầu tiên của đại dịch COVID-19. Chiếc máy ATM gạo đầu tiên đã được ra mắt tại quận Phú Nhuận, thành phố Hồ Chí Minh. Chỉ trong thời gian ngắn, chiếc máy đã được lan rộng sang tác tỉnh thành khác của Việt Nam như Hà Nội, Huế, Đà Nẵng... Tính đến tháng 2 năm 2021, khoảng 100 chiếc máy ATM tại Việt Nam.
Chiếc máy được hoạt động với cơ chế tương tự như máy rút tiền tự động với mỗi người rút gạo nhận được nhận khoảng 1 đến 2 kg gạo miễn phí. Ban đầu chiếc máy có kích cỡ bằng cả phòng trưng bày nhưng sau đó đã được thu gọn lại chỉ còn khoảng 1 m². Đồng thời, nhiều phiên bản khác của ATM gạo cũng đã được ra mắt như ATM oxy, ATM khẩu trang...

## Bối cảnh
ATM gạo là một chiếc máy được ra đời khi Việt Nam phải ứng phó với đại dịch COVID-19. Đến tháng 4 năm 2020, Việt Nam đã ghi nhận khoảng 260 ca mắc COVID-19 và chưa ghi nhận trường hợp nào tử vong. Tuy nhiên, chính phủ nước này đã áp dụng các biện pháp giãn cách xã hội nghiêm ngặt kéo dài từ ngày 31 tháng 3 năm 2020. Theo báo cáo của Tổng cục Thống kê Việt Nam, "Lao động không chính thức, lao động không khí hợp đồng lao động, lao động có thu nhập thấp, lao động trẻ và lao động già là những nhóm dễ bị tổn thương trước dịch COVID-19". Ước tính đã có khoảng 5 triệu công nhân đã bị sa thải do ảnh hưởng bởi đại dịch. Với mong muốn hỗ trợ cộng đồng, những người có hoàn cảnh khó khăn hơn mình mà Hoàng Tuấn Anh đã quyết định thiết kế một chiếc ATM gạo.

## Sản xuất và phát triển

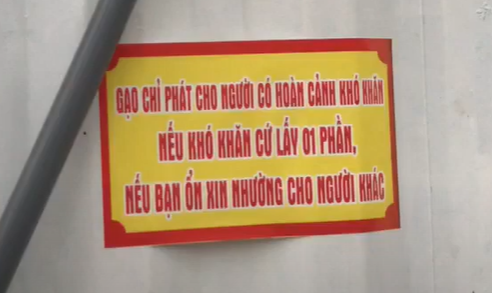
Ghi chú kêu gọi san sẻ tại một trụ ATM gạo ở huyện Bình Chánh.

Chiếc máy ATM gạo đầu tiên được thi công trong vòng 8 giờ bởi Hoàng Tuấn Anh, tổng giám đốc điều hành công ty PHGLock quận Tân Phú, thành phố Hồ Chí Minh. Sau khi cỗ máy được sản xuất thì một tấn gạo đã được Anh cùng bạn bè mình đưa vào chiếc máy. Sau đó thì lên 5 tấn sau khi nhận được sự huy động từ những người xung quanh. Chiếc máy ATM gạo đầu tiên đã được đặt tại số 204B đường Vườn Lài, quận Tân Phú vào ngày 6 tháng 4 năm 2020. Chiếc máy được chế tạo từ những vật dụng sẵn có của công ty PHGLock với cơ chế hoạt động tương tự như máy rút tiền tự động. Mỗi lần người sử dụng nhấn vào một chiếc nút thì sẽ có 1,5 kg gạo tuôn ra từ ống. Gạo của cây ATM ban đầu sẽ được chứa trong thùng lớn rồi dẫn về người cần lấy gạo thông qua các ống dẫn khi người sử dụng nhấn nút trên chiếc máy ATM. Trong quá trình này, một tình nguyện viên sẽ nhận được cảnh báo trên điện thoại. Theo chia sẻ của người sáng tạo cỗ máy thì ban đầu chẳng có ai đến nhận. Tuy nhiên, sau khi nhân viên của công ty ra kêu gọi mọi người xếp hàng nhận gạo thì trong ngày đầu tiên đã có hai tấn gạo được phát ra từ chiếc máy.
Sau thành công của chiếc máy đầu tiên thì chiếc máy thứ hai đã được sáng chế và đi vào hoạt động ở Ủy ban nhân dân xã Vĩnh Lộc B, huyện Bình Chánh rồi lan rộng ra các quận, huyện khác ở thành phố Hồ Chí Minh. Lúc bấy giờ, người sáng tạo chiếc máy là Tuấn Anh đã chia sẻ bản thân sẵn sàng cho và chuyển giao công nghệ lan rộng các quân huyện khác ở thành phố cũng như tỉnh, thành khác tại Việt Nam khi các mạnh thường quân cần. Thậm chí, để duy trì hoạt động của ATM mà Hoàng Tuấn Anh còn đã phải bán nhà. Chiếc máy ban đầu được cho là có kích cỡ như một phòng trưng bày nhưng sau đó thì lại được thiết kế tinh gọn thành 1 m² để thuận tiện cho việc di chuyển. Thậm chí, nhiều chiếc ATM sau đó đã được thiết kế trong một chiếc xe container nhằm thuận tiện di chuyển và tận dụng sau khi đại dịch COVID-19 ở miền Trung Việt Nam khi các mùa bão lũ đến.
Đến tháng 2 năm 2021, khoảng 100 chiếc ATM gạo đã được lan truyền khắp Việt Nam. Ước tính đến ngày 5 tháng 8 năm 2021, chỉ tại thành phố Hồ Chí Minh đã có hơn 150 tấn gạo và 41.000 người nhận được hỗ trợ từ ATM gạo. Trong thời kỳ đại dịch COVID-19 tại Việt Nam, chiếc máy đã được lan truyền sang nhiều tỉnh/thành khác như Hà Nội, Huế, Đà Nẵng, Hòa Bình, Bình Định, Ninh Thuận, Khánh Hòa, Đắk Lắk, Cần Thơ, Cà Mau, Long An, Bình Thuận, Lâm Đồng, Phú Yên, Vĩnh Long... hay tại một số quốc gia khác như Ấn Độ, Campuchia, Đông Timor, Myanmar... cũng đã xuất hiện ATM gạo do Hoàng Tuấn Anh phân phối hoặc do người dân nước đó tự phát triển tương đồng.

## Đón nhận
Hoàng Tuấn Anh

### Chính phủ
Ngay sau khi ATM gạo được ra mắt lần đầu tiên hơn một tuần thì Phó Chủ tịch nước Việt Nam Đặng Thị Ngọc Thịnh đã gửi thư ca ngợi Hoàng Tuấn Anh vì nỗ lực của anh vì cộng đồng và người dân trong thời kỳ dịch bệnh COVID-19. Trang thông tin của Đảng bộ Thành phố Hồ Chí Minh cũng đã ca ngợi hành động của Tuấn Anh "đã góp phần lan tỏa giá trị xã hội tốt đẹp". Nhiều hình thức ATM sau đó cũng đã nhận được sự hỗ trợ từ chính quyền địa phương khi gần 90 tấn gạo từ chương trình của Chính phủ Việt Nam đã được phân phát thông qua ATM gạo ở phường 14, quận 10, thành phố Hồ Chí Minh. Vào tháng 3 năm 2021, tác giả của ATM gạo đã được Thủ tướng Chính phủ Việt Nam trao tặng bằng khen "Gương mặt trẻ tiêu biểu 2020 góp phần vào sự nghiệp xây dựng và bảo vệ Tổ quốc" trong lĩnh vực hoạt động xã hội.

### Đánh giá
Nhiều tờ báo tại Việt Nam như Nhân Dân, Tuổi Trẻ,... ca ngợi và gọi chiếc máy ATM gạo như là một hành động chia sẻ tình thương giữa người với người trong thời kỳ dịch bệnh. Trên Twitter, nhà văn Marianne Williamson đã ca ngợi "ATM gạo" và đề xuất thực hiện ý tưởng này tại Hoa Kỳ khi "nhiều người Mỹ cũng đang thiếu ăn và đang tuyệt vọng mỗi ngày". Nguyen Xuan Quynh của hãng thông tấn Bloomberg đã gọi chiếc máy là "sự kết hợp kỳ lạ giữa con người, máy móc và công nghệ di động". Hội đồng Thanh niên châu Á cũng đã vinh danh Hoàng Tuấn Anh là một trong mười "Lãnh đạo trẻ tiêu biểu châu Á" năm 2021.

### Văn hóa đại chúng
Trong đề thi dành cho học sinh giỏi cấp thành phố ở Thành phố Hồ Chí Minh năm 2020 đã đề cập chiếc ATM gạo trong đề thi. Trong câu đầu tiên, đề bài có đề cập đến hình ảnh ATM gạo được tạo nên từ "ATM + gạo + trái tim" và yêu cầu thí sinh dự thi viết một bài văn với nhan đề "những sáng tạo khởi nguồn từ yêu thương". Hay tương tự trong đề thi tuyển sinh vào lớp 10 ở thành phố Hồ Chí Minh cũng đã đề cập đến chiếc ATM gạo trong phần nghị luận xã hội.

## Phiên bản khác
Nhiều phiên bản khác của ATM gạo cũng đã được ra mắt như ATM oxy, ATM khẩu trang... Cả hai dự án cũng do Hoàng Tuấn Anh lên ý tưởng nhằm hỗ trợ công tác phòng chống dịch COVID-19. Thay vì là một chiếc máy thì ATM oxy lại chỉ là một tên gọi và hoạt động theo hình thức trạm cung cấp oxy cho người dân khi cần sử dụng. Theo chia sẻ của Tuấn Anh, ATM oxy là mong muốn giúp đỡ những người mắc COVID-19 cần "sự chăm sóc y tế cơ bản khi các bệnh viện, các cơ sở điều trị quá tải". Ước tính sau khi một tháng dự án ATM oxy được khởi động thì đã có 23 trạm trên khắp thành phố Hồ Chí Minh, cung cấp oxy cho 10.000 bệnh nhân mắc COVID-19.